# Полянка Горинецька
Полянка Горинецька (пол. Polanka Horyniecka, до 1939 р. — Дойчбах нім. Deutschbach, у 1977-1981 роках — Полянка) — село в Польщі, у гміні Горинець-Здруй Любачівського повіту Підкарпатського воєводства. Розташоване на Закерзонні, по праву сторону від долини річки Бруснянки, між селами Старе та Нове Брусно.
Населення — 111 осіб (2011).

## Історія
Село засноване 1785 р. як німецька сільськогосподарська колонія часів Йосифинської колонізації Галичини Австрійською імперією після поділу Польщі у 1772 році. 1785 року в Дойчбаху поселилось 18 родин (84 особи).
25 листопада 1938 р. розпорядженням міністра внутрішніх справ Польщі Дойчбах перейменовано на Полянку Горинецьку.
До 1940 року більшість жителів у Дойчбаху були німцями-євангелістами. Крім німців у селі на 1 січня 1939 р. проживали ще 40 українців-грекокатоликів, які належали до парафії Старе Брусно Чесанівського деканату Перемишльської єпархії.
У 1940 році всі німці репатрійовані Сталіном до Вартеґав за програмою Додому в Рейх, їхні будинками заселено поляками та пізніше частиною полонізованого українського населення села Старе Брусно, яке у 1946 році було знищене, а більшість населення переселене до Української Радянської Соціалістичної Республіки.
Зараз Полянка Горинецька займає терени сіл Дойчбах та Старе Брусно. За три кілометри на захід у селі Старе Брусно існував фільварок, що належав до маєтку Понінських у Горинці. Після війни в ньому організовано Державне господарство рільниче «Полянка», недалеко від фільварку збереглися давній став, капличка, придорожній хрест та залишки водяного млина. З 1998 року у фільварку діє агротуристичне підприємство «Полянка», там можна покататись на конях та переночувати.
Після знищення села Старе Брусно фактично перестала існувати ціла школа каменярства, що розвивалась у селі протягом століть. Останні бруснянські каменярі, що дивом уникнули репресій та переселень — Михайло Любицький та Дмитро Підгорецький, ще кілька років після війни жили та працювали у Полянці Горинецькій. Частково від них перейняли ремесло Адам Бірнбах та Мечислав Заборняк, які ще жили до 1960-х років.
У 1975-1998 роках село належало до Перемишльського воєводства.

## Демографія
Демографічна структура станом на 31 березня 2011 року:
|          | Загалом | Допрацездатний вік | Працездатний вік | Постпрацездатний вік |
| -------- | ------- | ------------------ | ---------------- | -------------------- |
| Чоловіки | 58      | 8                  | 38               | 12                   |
| Жінки    | 53      | 4                  | 32               | 17                   |
| Разом    | 111     | 12                 | 70               | 29                   |